# Sinoxylon perforans
Sinoxylon perforans là một loài bọ cánh cứng trong họ Bostrichidae. Loài này được Schrank miêu tả khoa học năm 1789.

## Hình ảnh

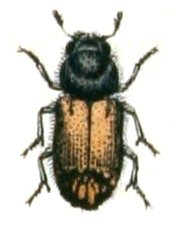